# USS Solomons (CVE-67)
USS Solomons (CVE-67) là một tàu sân bay hộ tống lớp Casablanca được Hải quân Hoa Kỳ chế tạo trong Chiến tranh Thế giới thứ hai; tên nó được đặt theo quần đảo Solomon tại khu vực Tây Nam Thái Bình Dương, nơi diễn ra Chiến dịch quần đảo Solomon vào năm 1943. Solomons đã hoạt động cho đến hết Thế Chiến II, xuất biên chế và bị bán để tháo dỡ năm 1946.

## Thiết kế và chế tạo
Con tàu được đặt lườn tại Xưởng tàu Vancouver của hãng Kaiser Company, Inc. ở Vancouver, Washington vào ngày 19 tháng 3 năm 1943 và được đặt tên Emperor không lâu sau đó. Sau khi xếp lại lớp như một tàu sân bay phụ trợ ACV-67, nó được đổi tên thành Nassuk Bay vào ngày 28 tháng 6, rồi lại được xếp lớp như một tàu sân bay hộ tống CVE-67 vào ngày 15 tháng 7 trước khi được hạ thủy vào ngày 6 tháng 10 năm 1943; được đỡ đầu bởi bà F. J. McKenna. Một tháng sau, nó được đổi tên thành Solomons, và nhập biên chế vào ngày 21 tháng 11 năm 1943 dưới quyền chỉ huy của Hạm trưởng, Đại tá Hải quân M. E. Crist.

## Lịch sử hoạt động
Sau khi nhập biên chế, Solomons trải qua bốn tuần lễ đầu tiên tại khu vực Astoria, Oregon-Puget Sound để chạy thử máy huấn luyện, thử nghiệm và thực tập. Rời Astoria vào ngày 20 tháng 12 năm 1943, nó ghé qua Alameda, California ba ngày sau đó và đi đến San Diego vào ngày 25 tháng 12. Sau một giai đoạn hoạt động ngoài khơi San Diego, nó lên đường đi Trân Châu Cảng vào ngày 30 tháng 12. Đến ngày 6 tháng 1 năm 1944, con tàu nhận máy bay và tiếp liệu cùng hành khách, rồi lên đường vào ngày 9 tháng 1 để quay trở về vùng bờ Tây Hoa Kỳ.

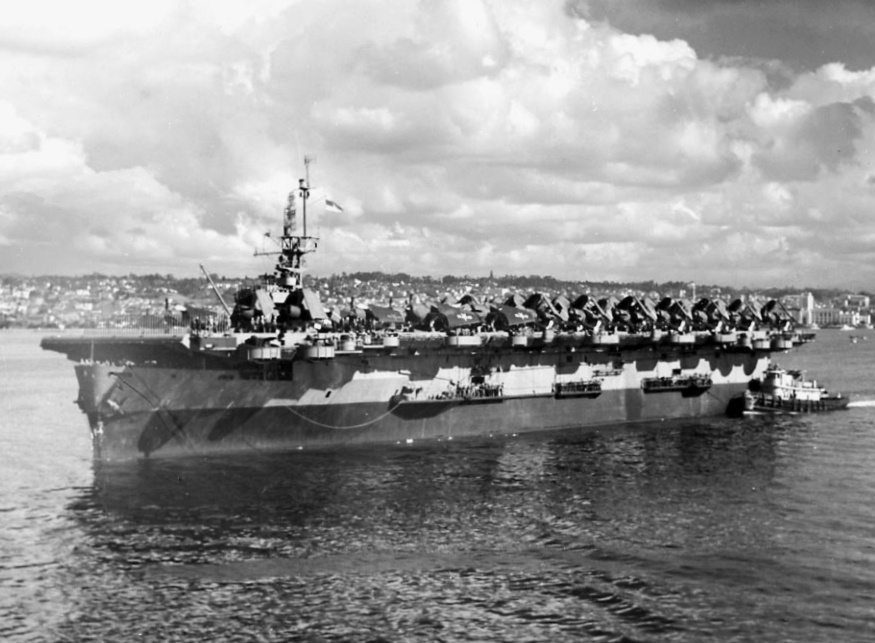
USS Solomons tại San Diego.

Đi đến San Diego vào ngày 14 tháng 1, Solomons thực hành tập trận ngoài khơi bờ biển phía Nam California cho đến cuối tháng. Nó rời San Diego vào ngày 30 tháng 1 để hướng đến Norfolk, Virginia, và khi trên đường đi đến khu vực kênh đào Panama, máy bay của nó thực tập mô phỏng một cuộc tấn công xuống vùng kênh đào. Nó đi đến Balboa, Panama vào ngày 9 tháng 2, đón hành khách lên tàu, rồi lên đường hai ngày sau đó nhắm hướng Norfolk, đến nơi vào ngày 16 tháng 2.
Nhận lên tàu máy bay, tiếp liệu và xăng máy bay, Solomons lên đường vào ngày 21 tháng 3 để hướng sang Brazil, đi đến Recife vào ngày 13 tháng 4 để nhận nhiệm vụ cùng Đệ Tứ hạm đội. Nó lên đường ngay ngày hôm sau cho chuyến tuần tra chống tàu ngầm đầu tiên. Chuyến này kéo dài cho đến ngày 30 tháng 3, và cũng như chuyến tiếp theo từ ngày 4 đến ngày 20 tháng 5, diễn ra bình yên.
Rời Recife vào tháng 6 cho lượt tuần tra tiếp theo, Solomons có cuộc đụng độ với tàu ngầm U-boat Đức Quốc xã duy nhất trong chiến tranh. Vào ngày 15 tháng 6, một phi công của nó đã báo cáo sự xuất hiện tàu ngầm đối phương cách chiếc tàu sân bay khoảng 50 nmi (93 km). Các tàu khu trục hộ tống Straub và Herzog lập tức chuyển hướng đến vị trí phát hiện. Viên phi công phát hiện tàu ngầm đối phương đã bị hỏa lực phòng không bắn rơi, nhưng đến 16 giờ 54 phút, một máy bay khác phát hiện đối thủ. Năm máy bay khác của Solomons đã tham gia cuộc tấn công bằng rocket và mìn sâu, đánh chìm được chiếc tàu ngầm đối phương, nhưng bị mất thêm một phi công nữa. Straub đã vớt được 20 người sống sót từ chiếc U-boat, bao gồm sĩ quan chỉ huy. Chiếc tàu sân bay tiếp tục hoạt động tuần tra chống tàu ngầm cho đến ngày 23 tháng 6, khi nó quay trở về Recife để tiếp nhiên liệu và đưa lên bờ các tù binh chiến tranh Đức.

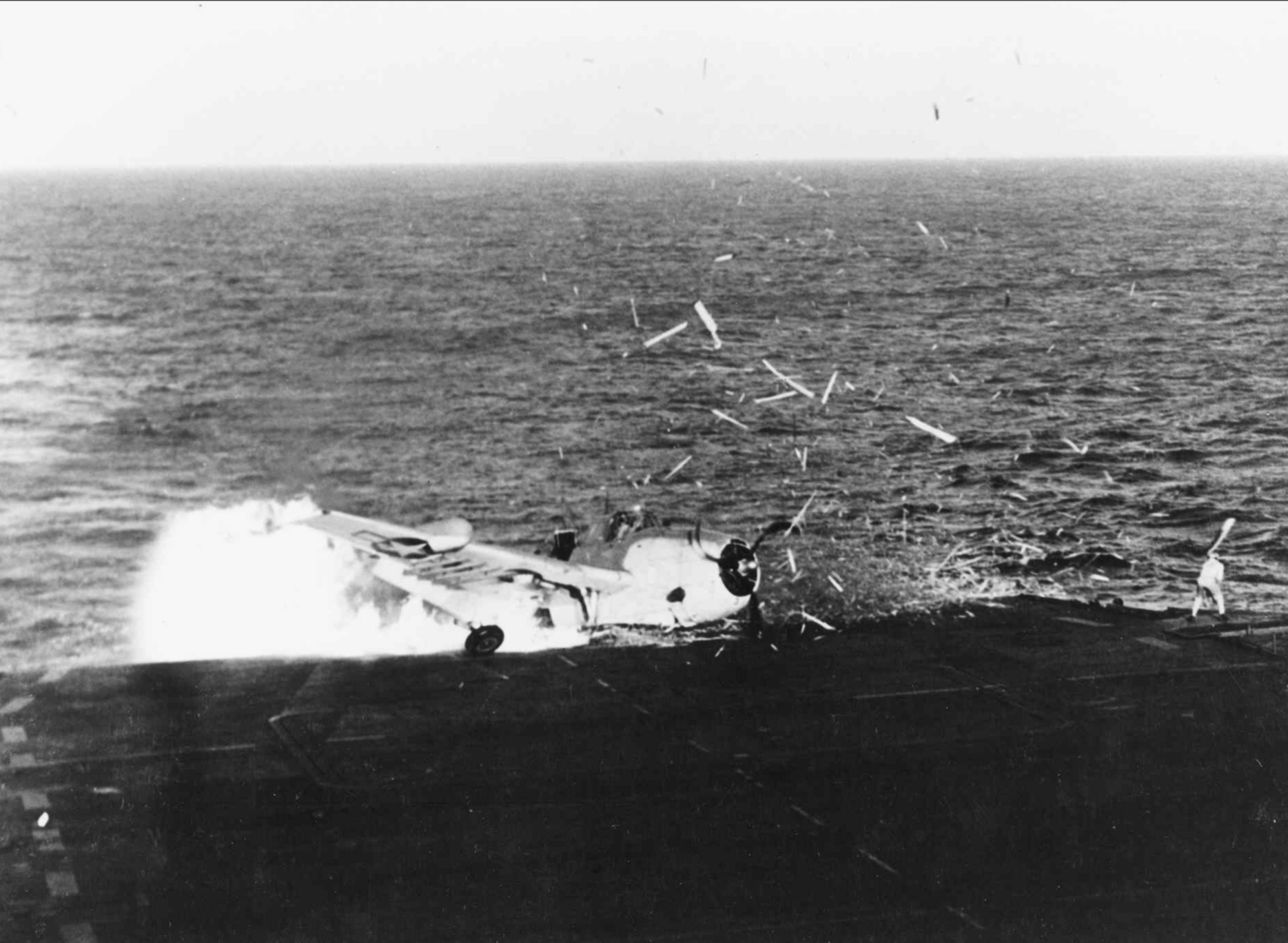
Chiếc TBF va chạm sàn đáp khi hạ cánh, 25 tháng 5 năm 1944.

Sau khi tuần tra chống tàu ngầm thêm một tháng nữa, và một chuyến viếng thăm Rio de Janeiro, Solomons quay trở về Norfolk, đến nơi vào ngày 24 tháng 8. Nó ở lại cảng một tháng trước khi lên đường đi đảo Staten, New York, vào ụ tàu tại đây cho đến ngày 25 tháng 9. Chiếc tàu sân bay đón lên tàu 150 nhân sự không quân cùng những máy bay tiêm kích P-47 Thunderbolt của họ, rồi khởi hành vào ngày 6 tháng 10 để đi sang Casablanca, Morocco thuộc Pháp. Đến ngày 7 tháng 11, nó về đến Hoa Kỳ tại vịnh Narragansett, Rhode Island.
Solomons trải qua thời gian phục vụ còn lại làm nhiệm vụ huấn luyện phi công Hải quân và Thủy quân Lục chiến cất hạ cánh trên tàu sân bay, thoạt tiên ngoài khơi Quonset Point, Rhode Island, rồi di chuyển đến Port Everglades, Florida vào tháng 1 năm 1945, và tiếp tục hoạt động này cho đến hết năm 1945. Vào tháng 12, nó tham gia cuộc tìm kiếm không có kết quả 14 thành viên đội bay của Chuyến bay 19 cùng 13 người khác làm nhiệm vụ tìm kiếm giải cứu tại khu vực Tam giác Bermuda. Solomons được cho xuất biên chế vào ngày 15 tháng 5 năm 1946 tại Xưởng hải quân Boston; tên nó được cho rút khỏi danh sách Đăng bạ Hải quân vào ngày 5 tháng 6, và lườn tàu được bán cho hãng Patapsco Scrap Corp. tại Bethlehem, Pennsylvania, và bắt đầu bị tháo dỡ từ ngày 22 tháng 12 năm 1946 tại Newport, Rhode Island.